# Way Down East (film 1908)
Way Down East è un film del 1908 diretto da Sidney Olcott. Fu sceneggiato da Gene Gauntier che rivestì anche i panni di Anna Moore, la protagonista.
È la prima versione cinematografica del melodramma di Lottie Blair Parker, rivisto per il teatro da Joseph R. Grismer. Il lavoro teatrale, scritto nel 1897, debuttò a Broadway il 7 febbraio 1898, prodotto da Florenz Ziegfeld, Jr.. La storia delle vicissitudini di Anna Moore ebbe un grande successo, restando in scena per 152 repliche.
Nel 1914, ne venne fatto un remake da una piccola compagnia indipendente, la Solax. David W. Griffith girò nel 1920 uno dei suoi più grandi capolavori, Agonia sui ghiacci, che aveva come protagonista l'eterea Lillian Gish affiancata da Richard Barthelmess. L'ultimo remake, dal titolo italiano Cuori incatenati fu girato nel 1935 da Henry King con Rochelle Hudson e Henry Fonda.

## Trama
Una povera ragazza di campagna, sedotta con l'inganno da un mascalzone, resta incinta. Perde il bambino e trova lavoro presso un signorotto cui nasconde la sua storia. Quando si viene a sapere del suo passato, la ragazza viene cacciata. Si perde tra le desolate lande invernali, ma viene salvata dal figlio del suo padrone, un giovane che la ama e che la ritrova quando tutto sembra essere ormai perduto.

## Produzione
Il film fu prodotto dalla Kalem Company.

## Distribuzione
Uscì nelle sale il 7 marzo 1908.

## Versioni cinematografiche
- Way Down East, regia di Sidney Olcott, con Gene Gauntier (1908)
- Way Down East, prodotto dalla Solax Film Company (1914)
- Agonia sui ghiacci (Way Down East), regia di D. W. Griffith, con Lillian Gish (1920)
- Cuori incatenati (Way Down East), regia di Henry King, con Rochelle Hudson (1935)